# Mike Gallagher
Mike Gallagher (Green Bay, 3 marzo 1984) è un politico statunitense, membro della Camera dei Rappresentanti per lo stato del Wisconsin dal 3 gennaio 2017 al 20 aprile 2024.

## Biografia
Dopo aver lavorato nello staff repubblicano della Commissione Esteri del  Senato, nel 2016 il governatore del Wisconsin Scott Walker lo assume come consigliere sulla politica estera per la sua campagna presidenziale, poi ritirata. Dopo il ritiro di Walker dalle primarie presidenziali, si candida alla Camera dei Rappresentanti per l'ottavo distretto del Wisconsin vincendo le primarie repubblicane contro Frank Lasee e poi le elezioni generali dell'8 novembre, contro il democratico Tom Nelson dopo un'accesa campagna elettorale.
Gallagher è sposato con l'attrice Anne Horak dal 2019 e la coppia ha avuto una figlia nel giugno 2020.